# Измерителен уред
Измерителен (или измервателен) уред е устройство или средство за измерване на физична величина. Във физичните и инженерни науки за осигуряване на качество, точното измерване е от голяма важност. Измерванията са основен елемент в научните наблюдения и изследвания и използвани в дейността по получаване и сравняване на количества. Като единици се използват установени стандартни обекти и събития, а процесът на измерване дава число, свързващо изследвания обект и посочената мерна единица. Измерителните инструменти и формалните експериментални методи, които определят използването на инструмента, са средствата, чрез които се получават тези отношения между числата. Всички измервателни уреди имат различни степени на грешка на инструмента и неопределеност на измерването.
Учените, инженерите и други използват широк набор от инструменти, за да извършват своите измервания. Тези инструменти могат да варират от прости обекти като линийки и хронометри до електронни микроскопи и ускорители на частици. Виртуалната апаратура е широко използвана при разработването на съвременни измервателни уреди.